# Sina Candrian
Sina Candrian, née le 21 novembre 1988, est une snowboardeuse suisse spécialisée dans les épreuves de slopestyle et de half-pipe. 

## Carrière
Elle débute en Coupe du monde en 2005 à Saas-Fee et réussit son premier podium à Cardrona en 2008. En 2013, elle est vice-championne du monde du slopestyle. Lors des Jeux olympiques de Sotchi 2014, elle termine quatrième de l'épreuve de slopestyle.

## Palmarès

### Jeux olympiques
| Édition/Discipline | Slopestyle |
| JO 2014 à Sotchi   | 4e         |

### Championnats du monde
| Édition/Discipline          | Half-pipe | Slopestyle | Big Air |
| Mondiaux 2007 à Arosa       | 7e        | -          | -       |
| Mondiaux 2009 à Gangwon     | 34e       | -          | -       |
| Mondiaux 2013 à Stoneham    | -         | 2e         | -       |
| Mondiaux 2015 à Kreischberg | -         | 4e         | 3e      |

### Coupe du monde
- Meilleur classement général : 48e en 2009.
- Meilleur classement en half-pipe : 13e en 2007.
- Meilleur classement en slopestyle : 4e en 2013.
- 4 podiums dont 1 victoire à Calgary en slopestyle, le 30 janvier 2010.